# Edmond Gojon
Edmond Gojon, né à Philippeville en Algérie le 11 avril 1886 et mort le 5 avril 1935, est un poète français.

## Biographie
Originaire de l’Algérie française, Edmond Gojon y retourna après ses études au lycée Henri-IV à Paris. Avec d'anciens camarades de lycée il fonda, en 1903, à Alger, la revue L’Essor. Il publia ensuite, à partir de l'année suivante, des recueils de poèmes d'inspiration parnassienne et symboliste. Son premier recueil fut remarqué par José-Maria de Heredia. En 1913, il reçoit le prix Archon-Despérouses. Le couronnement en fut Le Jardin des dieux, récompensé en 1920 par le prix Femina. Il laissa ensuite la poésie pour se faire le chantre de l’Algérie française (En Algérie avec les Français, Cent ans d’efforts français en Algérie...). Il revint ensuite à la poésie avec deux derniers recueils : Le Marchand de nuages (1930) et L’Empire de Cérès (1933). Il est enfin connu pour avoir adapté J'accuse pour Abel Gance, en 1913.

## Œuvres
- Antiquailles dorées, 1904
- Les Cendres de l'urne, 1907
- Poèmes de la douleur et de la solitude, 1908
- Le Visage penché, 1910
- La Grenade, 1912
- Le Petit Germinet, 1913
- Le Jardin des dieux, 1920 (lire sur Wikisource)
- En Algérie avec la France, 1927
- La Légende de Barberousse, roi d’Alger, 1928
- Cent ans d'effort français en Algérie. Boufarik., 1930
- Le Marchand de nuages, 1932, prix Artigue de l'Académie française
- L'Empire de Cérès, 1933